# Hands on in Between
Hands On In Between (рус. «Приложа руку в промежутке») — сборник ремиксов от Пола ван Дайка, вышедший 24 ноября 2008 года. Альбом содержит 2 CD диска с ремиксами на композиции с прошлогодней пластинки музыканта — In Between, созданных различными музыкантами.
Название альбома подразумевает то, что многие люди «Приложили руку» в создании ремиксов на песни с альбома Пола ван Дайка «In Between». Среди них: Alex M.O.R.P.H., Tom Colontonio, Re:Locate, Jon O'Bir, Greg Downey, Kyau & Albert.

## Список композиций
Диск 1
1. Talk In Grey (Paul van Dyk Remix) (4:36)
2. In Circles (Alex M.O.R.P.H. Remix) (8:35)
3. New York City (Greg Downey Remix) (7:24)
4. Castaway (Jon O’Bir Remix) (7:08)
5. New York City (Super8 & Tab Remix) (8:27)
6. Complicated (Kyau & Albert Remix) (8:05)
7. Détournement (Jon Rundell Remix) (7:30)
8. Far Away (Mateo Murphy Remix) (9:32)

Диск 2
1. Get Back (Giuseppe Ottaviani Remix) (8:36)
2. White Lies (Martin Accorsi Remix) (6:49)
3. Haunted (Tyler Michaud Remix) (7:27)
4. Complicated (Tom Colontonio Remix) (7:17)
5. Far Away (Reminder Remix) (8:01)
6. Get Back (Re:Locate Remix) (8:17)
7. Détournement (Reaves & Ahorn Remix) (6:10)

## Азиатское издание
Hands On In Between также был выпущен 23 сентября 2008 года в Гонконге. Само издание содержало 2 CD, отличавшиеся списком композиций. Первый диск содержал одинаковые композиции в сравнении с американским изданием, однако на 2 диске находился CD сингл ван Дайка «Let Go».
Диск 1
1. Talk In Grey (Paul van Dyk Remix) (4:36)
2. In Circles (Alex M.O.R.P.H. Remix) (8:35)
3. New York City (Greg Downey Remix) (7:24)
4. Castaway (Jon O’Bir Remix) (7:08)
5. New York City (Super8 & Tab Remix) (8:27)
6. Complicated (Kyau & Albert Remix) (8:05)
7. Détournement (Jon Rundell Remix) (7:30)
8. Far Away (Mateo Murphy Remix) (9:32)

Диск 2
1. Let Go (Single Edit) (3:43)
2. Let Go (Vandit Club By PvD) (9:19)
3. Let Go (Martin Roth Nu-Style Mix) (10:08)
4. Let Go (PvD Club Mix) (8:14)
5. Let Go (Radio Edit) (3:17)
6. Let Go (TV Rock Mix) (7:54)
7. Let Go (Alex Kunnari Remix) (8:36)

## MP3 издание
Было выпущено в цифровом формате 1 сентября 2008 года на собственном лейбле Пола — Vandit. Оно содержало только первый диск.
1. Talk In Grey (Paul van Dyk Remix) (4:36)
2. In Circles (Alex M.O.R.P.H. Remix) (8:35)
3. New York City (Greg Downey Remix) (7:24)
4. Castaway (Jon O’Bir Remix) (7:08)
5. New York City (Super8 & Tab Remix) (8:27)
6. Complicated (Kyau & Albert Remix) (8:05)
7. Détournement (Jon Rundell Remix) (7:30)
8. Far Away (Mateo Murphy Remix) (9:32)